# مشريات

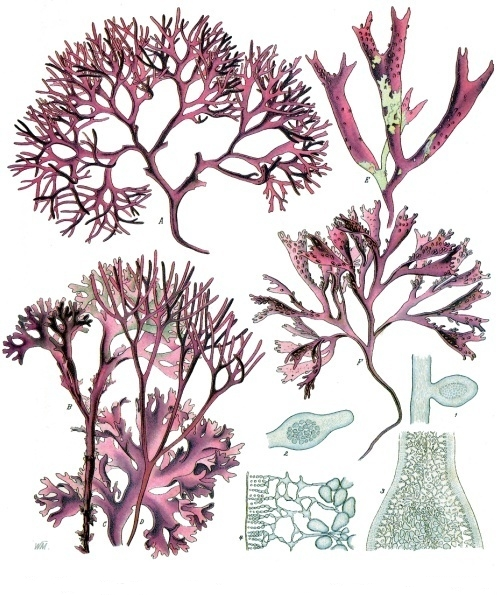

المشريات (بالإنجليزية: thallophytes؛ Thallophyta أو Thallobionta)‏ هي مجموعة متعددة العرق من الكائنات الحية غير المتنقلة تقليديا وصفت كأنها «نباتات مشرية»، «نباتات بسيطة نسبية» أو «نباتات لاوعائية». وكانت في مامضى شعبة من مملكة النباتات تضم الفطر، الأشنيات، والطحالب وأحيانا النباتات اللاوعائية، البكتيريا والمايكزومايكوتا. وتملك جهاز تكاثر خفي، وبالتالي يطلق عليها أيضا اللازهريات (سويا مع السراخس)، في مقابل الزهريات. المشريات تعرف بأن لديها جذوع غير متمايزة.